# 江阴市博物馆
江阴市博物馆（简称江阴博物馆）是位于中华人民共和国江苏省江阴市的一座博物馆，1988年8月18日正式成立。江阴博物馆原址位于黄山风景区，2005年10月1日迁入天华文化中心，新馆面积12,000平方米。
2009年，评定为第一批国家二级博物馆；2024年5月，评定为第五批国家一级博物馆。